# گونزالو گارسیا (بازیکن فوتبال، زاده ۲۰۰۴)
گونزالو گارسیا (انگلیسی: Gonzalo García؛ زادهٔ ۲۴ مارس ۲۰۰۴) بازیکن فوتبال اهل اسپانیا است که در پست مهاجم برایباشگاه فوتبال رئال مادرید بازی می‌کند.

## دوران باشگاهی
گارسیا قبل از پیوستن به آکادمی جوانان رئال مادرید در سال ۲۰۱۴، محصول جوانان اس‌ئی‌کی، سانتا باربارا، و جاراما ریس است. او قبل از بازگشت به باشگاه فوتبال رئال مادرید، یک سال سابقه حضور در آکادمی مایورکا را در فصل ۱۹–۲۰۱۸ داشت که خانواده‌اش به آنجا نقل مکان کردند. در ژانویه ۲۰۲۲، او به باشگاه فوتبال رئال مادرید کاستیا پیوست و اولین حضور خود را با آنها در مارس ۲۰۲۲ انجام داد. او یک گلزن پرکار در لیگ فوتبال جوانان در فصل ۲۰۲۲–۲۳ بود، جایی که او بهترین گلزن بود و سه‌گانه داخلی زیر ۱۹ سال را به دست آورد، که باعث شد او به تیم باشگاه فوتبال رئال مادرید کاستیا به‌صورت دائمی منتقل شود. در ۲۹ اوت ۲۰۲۳، گارسیا پس از مصدومیت وینیسیوس جونیور، اولین دعوت خود را به تیم بزرگسالان دریافت کرد. او برای اولین بار در لیست بازیکنان رئال مادرید برای بازی لا لیگا مقابل باشگاه فوتبال ختافه در ۲ سپتامبر ۲۰۲۳ نام گرفت.

## دوران ملی
وی همچنین در تیم‌های ملی فوتبال زیر ۱۸ سال اسپانیا و زیر ۱۹ سال اسپانیا بازی کرده است.

## سبک بازی
گارسیا یک مهاجم همه‌کاره است که می‌تواند در خط جلو، به عنوان وینگر در هر دو طرف، مهاجم مرکزی یا به عنوان مهاجم دوم بازی کند. او در بازی باز یک تهدید دائمی و در هنگام انتقال کشنده است. او یک بازیکن فیزیکی است که می‌تواند از بدنش برای ایجاد فضا و محافظت از توپ استفاده کند. او یک گلزن پرکار است که در ۲۵ درصد از گل‌های رده زیر ۱۹ سال، هنگام کسب سه‌گانه داخلی نقش داشت.

## افتخارات

### رئال مادرید
- لالیگا : ۲۰۲۳-۲۴
- لیگ قهرمانان اروپا : ۲۰۲۳-۲۴
- کفش طلای جام باشگاه های جهان 26-2025